# Liste der Kulturdenkmale in Zeitz
- Karte mit allen Koordinaten:
- OSM |
- WikiMap

Diese Liste der Kulturdenkmale in Zeitz enthält die Auflistung der Teillisten der Kulturdenkmale in der Stadt Zeitz und ihren Ortsteilen. (Stand 31. Dezember 2024)
Diese Liste ist eine Teilliste der Liste der Kulturdenkmale im Burgenlandkreis und damit auch eine Teilliste der Liste der Kulturdenkmale in Sachsen-Anhalt. Zur Stadt Zeitz gehören derzeit 8 Ortschaften mit insgesamt 26 Ortsteilen und 5 devastierten Ortschaften (Döbris, Neu-Pirkau, Sabissa, Streckau und Schwerzau), in die die Listen aufgrund der großen Anzahl von Kulturdenkmalen entsprechend aufgeteilt sind (Anm.: nicht alle Ortsteile haben eingetragene Kulturdenkmale)
| Ortsteil       | Liste der Kulturdenkmale in ... (Ortsteil) | Bilder |
| -------------- | ------------------------------------------ | ------ |
| Zeitz          | Altstadt                                   |        |
| Zeitz          | Kernstadt                                  |        |
| Aylsdorf       | Aylsdorf                                   |        |
| Bockwitz       | Bockwitz                                   | -      |
| Geußnitz       | Geußnitz                                   |        |
| Kayna          | Kayna                                      |        |
| Lobas          | Lobas                                      |        |
| Loitsch        | Loitsch                                    |        |
| Luckenau       | Luckenau                                   |        |
| Nonnewitz      | Nonnewitz                                  |        |
| Rasberg        | Rasberg                                    |        |
| Stockhausen    | Stockhausen                                |        |
| Suxdorf        | Suxdorf                                    |        |
| Theißen        | Theißen                                    |        |
| Unterschwöditz | Unterschwöditz                             |        |
| Wildenborn     | Wildenborn                                 |        |
| Würchwitz      | Würchwitz                                  |        |
| Zangenberg     | Zangenberg                                 |        |
| Zettweil       | Zettweil                                   |        |

## Kernstadt
Aufgeführt sind die Baudenkmale der Stadt Zeitz ohne den Denkmalbereich Altstadt, ohne die Stadtbefestigung sowie ohne die stadtnahen bereits 1950 eingemeindeten Ortsteile Aylsdorf und Rasberg (siehe jeweils dort). Die ehemaligen Denkmale für Kern- und Altstadt sind unter der Altstadt geführt.
| Lage | Bezeichnung                                                    | Beschreibung | Erfassungs- nummer | Ausweisungsart               | Bild                                                           |
| --- | -------------------------------------------------------------- | --- | ------------------ | ---------------------------- | -------------------------------------------------------------- |
| (Karte) | Mühlgraben                                                     | | 094 86768          | Baudenkmal                   | Weitere Bilder                                                 |
| Albrechtstraße, Altmarkt (⊙), Am Kalktor (⊙), An der Stadtmauer, Auebrücke (⊙), Bahnhof, Brüderstraße (⊙), Dürerweg, Gleinaer Straße (⊙), Heinrich-Heine-Straße, Kleefeldplatz, Richard-Leißling-Straße, Röntgenstraße, Steintorvorstadt (⊙), Wasservorstadt, Weberstraße (⊙), Weißenfelser Straße, Wendischer Berg (⊙) (Karte) | Litfaßsäule                                                    | historische Litfaßsäulen im Bereich der Kernstadt | 094 86753          | Baudenkmal                   | Weitere Bilder                                                 |
| Albrechtstraße (Karte) | Rossner-Park (ehem.)                                           | Park (ehemals Rossner-Park, nach Umbau LaGa 2004 heute Teil des Schlosspark Zeitz), vormals als eigenständiges Denkmal unter Objekt-ID: 094 85523 erfasst, jetzt unter Teil eines Baudenkmal 094 85568 001 registriert. | 094 85523          | Baudenkmal                   | BW                                                             |
| Albrechtstraße 2, 4, 6, 8, 10, Otto-Schlag-Straße 1 bis 8, Parkstraße 1 bis 6, 6a, 7 bis 11, 17 bis 26, Wiesenstraße 1, 2 (Karte) | Stadtteil                                                      | Parkstraßen-Viertel, es handelt sich hier um einen vollständig erhaltenen Stadtteil mit drei- und viergeschossigen Putz- und Ziegelbauten, die Ende des 19. Jahrhunderts bis 1905 errichtet wurden | 094 95887          | Denkmalbereich               | Weitere Bilder                                                 |
| Albrechtstraße 24 (Karte) | Verwaltungsgebäude                                             | | 094 85271          | Baudenkmal                   | Weitere Bilder                                                 |
| Albrechtstraße 26 (Karte) | Wohnhaus                                                       | | 094 85333          | Baudenkmal                   | Weitere Bilder                                                 |
| Altenburger Straße (Karte) | Steinkreuz                                                     | | 094 86577          | Baudenkmal                   | Steinkreuz                                                     |
| Altenburger Straße 3 (Karte) | Hospital Zum Heiligen Kreuz                                    | | 094 95883          | Baudenkmal                   | BW                                                             |
| Altenburger Straße 19, 20, 21, 21a (Karte) | Häusergruppe                                                   | | 094 95884          | Denkmalbereich               | Weitere Bilder                                                 |
| Altenburger Straße 39 (Karte) | Villa                                                          | | 094 95885          | Baudenkmal                   | Weitere Bilder                                                 |
| Altenburger Straße 39a (Karte) | Wohnhaus                                                       | | 094 95886          | Baudenkmal                   | BW                                                             |
| Altenburger Straße 43a, 43/44, 44a (Karte) | Häusergruppe                                                   | | 094 95887          | Denkmalbereich               | BW                                                             |
| Altenburger Straße 45a (Karte) | Schule                                                         | Martin-Luther-Schule | 094 86727          | Baudenkmal                   | BW                                                             |
| Altenburger Straße 47 (Karte) | Wohnhaus                                                       | | 094 95888          | Baudenkmal                   | BW                                                             |
| Altenburger Straße 48 (Karte) | Wohn- und Geschäftshaus                                        | | 094 95889          | Baudenkmal                   | BW                                                             |
| Am Knittelholz (Karte) | Wohnheim                                                       | ehemaliges Erholungsheim, heute Wohnheim „Am Knittelholz“ der Caritas Wohn- und Förderstätte Julius von Pflug in der Verlängerung des Platanenweg | 094 96158          | Baudenkmal                   | BW                                                             |
| Am Schwanenteich 4 (Karte) | Villa                                                          | | 094 96208          | Baudenkmal                   | BW                                                             |
| An der Hohle (Karte) | Elsterfloßgraben                                               | Kanal Ein im 16. Jahrhundert zum Holztransport erbauter und von der Weißen Elster abzweigender Kanal in Sachsen und Sachsen-Anhalt, welcher durch Zeitz führt. An dieser Stelle verbindet eine alte Bruchsteinbrücke die Floßgrabenstraße mit der August-Dietzschold-Straße über die Seitenstraße An der Hohle. Der Kanal wird als Teilobjekt des Elsterfloßgrabens geführt. In der Vergangenheit bestand auch die Erfassungsnummer 094 86700. | 094 66211 019      | Teilobjekt eines Baudenkmals | Weitere Bilder                                                 |
| Auebrücke (Karte) | Brücke                                                         | Brücke | 094 95891          | Baudenkmal                   | Weitere Bilder                                                 |
| Auebrücke (Karte) | Gedenkstein                                                    | Gedenkstein für die Opfer des Bergarbeiteraufstands vom 13. August 1923 (Gedenkstein wurde am 21. November 2016 als Denkmal ausgewiesen) |                    | Kleindenkmal                 | Weitere Bilder                                                 |
| Auebrücke (Karte) | Mahnmal                                                        | Mahnmal, am 21. November 2016 als Denkmal ausgewiesen |                    | Kleindenkmal                 | BW                                                             |
| Auf den Gebinden, Donaliesstraße 16, Schädestraße 16 (Karte) | Fabrik Auf den Gebinden, Donaliesstraße 16, Schädestraße 16    | Fabrik Fabrikgelände der ehemaligen Schokoladenfabrik Zetti | 094 85581          | Baudenkmal                   | Weitere Bilder                                                 |
| Auf dem Schlagstück 3 bis 7 (Karte) | Straßenzeile                                                   | Straßenzeile Es handelt sich hierbei um eine Siedlung mit gründerzeitlichem Straßenbild, die 1953/54 erbaut wurde | 094 96207          | Denkmalbereich               | Straßenzeile                                                   |
| Auestraße 16, 16a (Karte) | Häusergruppe                                                   | heutiges Wohnhaus Auestraße 16, war ehemals Verwaltungsgebäude der Konsumgenossenschaft Zeitz, Wirtschafts- und Nebengebäude auf dem Gelände zwischen Querstraße und Floßgrabenstraße heute weitestgehend abgerissen. | 094 96162          | Denkmalbereich               | BW                                                             |
| August-Bebel-Straße 3 (Karte) | Wohn- und Geschäftshaus                                        | | 094 95892          | Baudenkmal                   | BW                                                             |
| August-Bebel-Straße 5 (Karte) | Wohn- und Geschäftshaus                                        | | 094 95893          | Baudenkmal                   | BW                                                             |
| August-Bebel-Straße 14, 16, 18–20, 20a, 21–24, 26, 28 (Karte) | Straßenzug                                                     | | 094 95894          | Denkmalbereich               | Weitere Bilder                                                 |
| August-Bebel-Straße 24 (Karte) | Wohnhaus                                                       | | 094 86695          | Baudenkmal                   | Weitere Bilder                                                 |
| August-Bebel-Straße 28 | Wohnhaus                                                       | Wohnhaus 2024 als Denkmal ausgewiesen | 094 19039          | Baudenkmal                   |                                                                |
| August-Bebel-Straße 37, 39, 41–56, 58–64 (Karte) | Straßenzug                                                     | Straßenzug | 094 95895          | Denkmalbereich               | Weitere Bilder                                                 |
| August-Bebel-Straße 66 (Karte) | Wohnhaus                                                       | | 094 95896          | Baudenkmal                   | Weitere Bilder                                                 |
| August-Bebel-Straße 66–77, 79 (Karte) | Straßenzug                                                     | | 094 95897          | Denkmalbereich               | Weitere Bilder                                                 |
| August-Bebel-Straße 77 (Karte) | Wohnhaus                                                       | | 094 86595          | Baudenkmal                   | Weitere Bilder                                                 |
| Badstubenvorstadt 1 (Karte) | Wohnhaus                                                       | Zweigeschossiger Fachwerkbau mit Krüppelwalmdach | 094 85266          | Baudenkmal                   | Weitere Bilder                                                 |
| Badstubenvorstadt 2 (Karte) | Wohnhaus                                                       | Zweigeschossiger Fachwerkbau | 094 85267          | Baudenkmal                   | Weitere Bilder                                                 |
| Badstubenvorstadt 7 (Karte) | Wohnhaus Badstubenvorstadt 7                                   | zweigeschossiges Wohnhaus aus dem 18. Jahrhundert | 094 85260          | Baudenkmal                   | Weitere Bilder                                                 |
| Badstubenvorstadt 8f (Karte) | Wohn- und Geschäftshaus                                        | | 094 85270          | Baudenkmal                   | Weitere Bilder                                                 |
| Badstubenvorstadt 12, im Garten des Albrecht`schen Palais (Karte) | Steinkreuz Badstubenvorstadt                                   | aus Sandstein gefertigtes Sühnekreuz aus dem 14./15. Jahrhundert | 094 86580          | Baudenkmal                   | Steinkreuz Badstubenvorstadt                                   |
| Badstubenvorstadt 12, 13 (Karte) | Wohn- und Geschäftshaus                                        | Albrechtsches Haus | 094 85269          |                              | Weitere Bilder                                                 |
| Badstubenvorstadt 16/16a (Karte) | Villa                                                          | | 094 85268          | Baudenkmal                   | Weitere Bilder                                                 |
| Badstubenvorstadt 17/17a (Karte) | Mühle                                                          | Sogenannte Mittelmühle | 094 85145          | Baudenkmal                   | Weitere Bilder                                                 |
| Baenschstraße (Karte) | Pavillon                                                       | Pavillon an der Dreierbücke am Wegdreieck zur Elsterpromenade | 094 96160          | Baudenkmal                   | Weitere Bilder                                                 |
| Baenschstraße 1 (Karte) | Hotel                                                          | erst Hotel Victoria, später Hotel Löffler, heute Villa Prestige | 094 95899          | Baudenkmal                   | Weitere Bilder                                                 |
| Baenschstraße 2, 4, 6, 8, 10 (Karte) | Bahnhof                                                        | Bahnhofsgebäude und Nebengebäude | 094 95900          | Baudenkmal                   | Weitere Bilder                                                 |
| Bornpromenade 11 (Karte) | Villa                                                          | | 094 95901          | Baudenkmal                   | BW                                                             |
| Bornpromenade 21 (Karte) | Villa                                                          | | 094 95902          | Baudenkmal                   | Weitere Bilder                                                 |
| Bornpromenade 29 (Karte) | Villa                                                          | | 094 95903          | Baudenkmal                   | BW                                                             |
| Brückenweg (Karte) | Kirche                                                         | Kirche Sankt Peter und Paul, 1894 nach Entwurf von Arnold Güldenpfennig erbaut. In nur leicht abgewandelter Form wurde wenige Jahre später auch die Herz-Jesu-Kirche in Gommern erbaut. | 094 95905          | Baudenkmal                   | Weitere Bilder                                                 |
| Brückenweg 2 (Karte) | Villa                                                          | | 094 95904          | Baudenkmal                   | BW                                                             |
| Donaliesstraße 5a, 6, 7, 8, 9/10, 11, 12/13, 14, 15 (Karte) | Straßenzeile                                                   | Straßenzeile | 094 86629          | Denkmalbereich               | BW                                                             |
| Donaliesstraße 8 (Karte) | Wohnhaus                                                       | Wohnhaus | 094 86630          | Baudenkmal                   | BW                                                             |
| Donaliesstraße 11 (Karte) | Wohn- und Geschäftshaus Donaliesstraße 11                      | Wohn- und Geschäftshaus drei- bis viergeschossiges Gebäude aus der zweiten Hälfte des 19. Jahrhunderts | 094 86014          | Baudenkmal                   | Wohn- und Geschäftshaus Donaliesstraße 11                      |
| Donaliesstraße 12, 13 (Karte) | Wohn- und Geschäftshaus Donaliesstraße 12, 13                  | Wohn- und Geschäftshaus viergeschossiges Gebäude aus der zweiten Hälfte des 19. Jahrhunderts | 094 86631          | Baudenkmal                   | Wohn- und Geschäftshaus Donaliesstraße 12, 13                  |
| Donaliesstraße 38, Naumburger Straße 1 (Karte) | Wohn- und Geschäftshaus Donaliesstraße 38, Naumburger Straße 1 | Wohn- und Geschäftshaus dreigeschossiges Gebäude aus der Zeit um das Jahr 1900 im Stil des Neumanierismus | 094 85643          | Baudenkmal                   | Wohn- und Geschäftshaus Donaliesstraße 38, Naumburger Straße 1 |
| Dr.-Kurt-Floericke-Promenade (Karte) | Gedenkstätte                                                   | Denkmalsteine „Verdiente Zeitzer Bürger“ am Ende der Dr.-Kurt-Floericke-Promenade am Übergang Weg zum Knittelholz unterhalb des Hauses „Zeitz Blick“, Käthe-Niederkirchner-Str. 38 – mit Gedenksteinen (vlnr) für die Wissenschaftler und Naturforscher Johannes Thienemann (1863–1938), Kurt Floericke (1869–1934) und Richard Leißling (1878–1957) | 094 96209          | Baudenkmal                   | Weitere Bilder                                                 |
| Dr.-Kurt-Floericke-Promenade 21 (Karte) | Villa                                                          | | 094 96211          | Baudenkmal                   | BW                                                             |
| Dr.-Kurt-Floericke-Promenade 3 (Karte) | Villa                                                          | | 094 96210          | Baudenkmal                   | BW                                                             |
| Einsteinstraße 1 (Karte) | Wohnhaus                                                       | | 094 95907          | Baudenkmal                   | Weitere Bilder                                                 |
| Einsteinstraße 3 (Karte) | Wohnhaus                                                       | | 094 95908          | Baudenkmal                   | Weitere Bilder                                                 |
| Einsteinstraße 5 (Karte) | Wohnhaus                                                       | | 094 95909          | Baudenkmal                   | Weitere Bilder                                                 |
| Einsteinstraße 6 (Karte) | Wohnhaus                                                       | | 094 85025          | Baudenkmal                   | Weitere Bilder                                                 |
| Einsteinstraße 7 (Karte) | Wohnhaus                                                       | | 094 95910          | Baudenkmal                   | Weitere Bilder                                                 |
| Einsteinstraße 8 (Karte) | Wohnhaus                                                       | | 094 95911          | Baudenkmal                   | Weitere Bilder                                                 |
| Elsterpromenade (Karte) | Pavillon                                                       | Pavillon am nördlichen Rand des Grundstücks Geschwister-Scholl-Str.5 an der Überleitung des Mühlgraben | 094 85835          | Baudenkmal                   | Pavillon                                                       |
| Elsterstraße 4 (Karte) | Villa                                                          | | 094 95912          | Baudenkmal                   | BW                                                             |
| Fichtestraße 1a, 1b, 1, 2, 11, 12, 13 (Karte) | Häusergruppe                                                   | | 094 85580          | Denkmalbereich               | Weitere Bilder                                                 |
| Fichtestraße 1a (Karte) | Wohnhaus                                                       | | 094 85026          | Baudenkmal                   | Weitere Bilder                                                 |
| Fockendorfer Grund 6 (Karte) | Wohnhaus                                                       | | 094 95913          | Baudenkmal                   | Weitere Bilder                                                 |
| Franz-Schubert-Straße 14, 16, 18, 20, 22, 24, Geußnitzer Str (Karte) | Siedlung                                                       | | 094 85030          | Denkmalbereich               | BW                                                             |
| Freiligrathstraße 1 (Karte) | Hotel                                                          | Goldene Sonne | 094 85237          | Baudenkmal                   | Hotel                                                          |
| Freiligrathstraße 28 (Karte) | Badeanstalt                                                    | | 094 85583          | Baudenkmal                   | BW                                                             |
| Freiligrathstraße 3 (Karte) | Wirtschaftsgebäude                                             | | 094 85245          | Baudenkmal                   | BW                                                             |
| Freiligrathstraße 4 (Karte) | Villa                                                          | | 094 85395          | Baudenkmal                   | BW                                                             |
| Freiligrathstraße 40 (Karte) | Vereinshaus                                                    | Richard-Naether-Jugendheim, Jugendhaus | 094 85585          | Baudenkmal                   | Vereinshaus                                                    |
| Freiligrathstraße 42, Gebäude-Nr. 25 (Karte) | Kesselhaus                                                     | Städtisches Elektrizitätswerk | 094 85586          | Baudenkmal                   | BW                                                             |
| Freiligrathstraße 47 (Karte) | Villa                                                          | | 094 85587          | Baudenkmal                   | BW                                                             |
| Freiligrathstraße 48a (Karte) | Villa                                                          | Mohr´s Villa (Clingestein, Spirituosenfabrik) | 094 85589          | Baudenkmal                   | BW                                                             |
| Freiligrathstraße 49 (Karte) | Villa                                                          | Villa | 094 85590          | Baudenkmal                   | BW                                                             |
| Freiligrathstraße 49 (Karte) | Garten                                                         | Garten | 094 85590 001      | Teilobjekt eines Baudenkmals | BW                                                             |
| Freiligrathstraße 50b (Karte) | Wohnhaus                                                       | | 094 85591          | Baudenkmal                   | BW                                                             |
| Freiligrathstraße 5a (Karte) | Villa                                                          | | 094 85459          | Baudenkmal                   | BW                                                             |
| Freiligrathstraße 5b (Karte) | Villa                                                          | | 094 85582          | Baudenkmal                   | BW                                                             |
| Freiligrathstraße 6 (Karte) | Villa                                                          | | 094 95914          | Baudenkmal                   | BW                                                             |
| Friedensstraße, östlich (B 2) (Karte) | Mauer                                                          | erhaltene Mauerreste der Infanteriekaserne, am Einkaufszentrum „Michaelpark“, östlich der Friedensstraße | 094 85593          | Baudenkmal                   | BW                                                             |
| Friedensstraße (B 2) (Karte) | Distanzstein 830                                               | preussischer Ganzmeilenstein (als Obelisk ausgeführt), Westseite Friedensstraße (Höhe Einkaufszentrum „Michaelpark“) | 094 66109          | Baudenkmal                   | Weitere Bilder                                                 |
| Friedensstraße 80 (Karte) | Mauer                                                          | erhaltene Mauerreste der Panzerkaserne, entlang Gebäude Friedensstr.80 (heute Finanzamt Zeitz) westlich der Friedensstr. | 094 85467          | Baudenkmal                   | BW                                                             |
| Georg-Agricola-Straße 12 (Karte) | Villa                                                          | | 094 95918          | Baudenkmal                   | BW                                                             |
| Georg-Agricola-Straße 14 (Karte) | Villa                                                          | | 094 95919          | Baudenkmal                   | BW                                                             |
| Georg-Agricola-Straße 18, Semmelweisstraße 6 (Karte) | Wohnhaus                                                       | | 094 95920          | Baudenkmal                   | BW                                                             |
| Georg-Agricola-Straße 8 (Karte) | Villa                                                          | | 094 95917          | Baudenkmal                   | BW                                                             |
| Geraer Straße 8, Stephanstraße 42 (Karte) | Ortskern                                                       | | 094 86669          | Denkmalbereich               | BW                                                             |
| Geraer Straße 16 (Karte) | Wohnhaus                                                       | | 094 95915          | Baudenkmal                   | BW                                                             |
| Geraer Straße 20, 22, 24 (Karte) | Häusergruppe                                                   | | 094 95916          | Denkmalbereich               | BW                                                             |
| Geraer Straße 24 (Karte) | Wohnhaus                                                       | | 094 86708          | Baudenkmal                   | BW                                                             |
| Geraer Straße 3, 7 (Karte) | Brauerei                                                       | Brauerei Oettler | 094 85576          | Baudenkmal                   | Weitere Bilder                                                 |
| Geraer Straße 8, Stephanstraße 42 (Karte) | Kirche                                                         | Stephanskirche | 094 85571          |                              | Weitere Bilder                                                 |
| Gertrudstraße 3 (Karte) | Villa                                                          | | 094 96212          | Baudenkmal                   | BW                                                             |
| Geschwister-Scholl-Straße (Karte) | Sankt-Nikolai-Kirche                                           | Nikolaikirche (Ruine), eigentlich Trinitatis-Kirche | 094 95922          | Baudenkmal                   | Weitere Bilder                                                 |
| Geschwister-Scholl-Straße 4 (Karte) | Garten                                                         | Garten Grünanlage, 2017 als Denkmal ausgewiesen | 094 95923 001      | Teilobjekt eines Baudenkmals | BW                                                             |
| Geschwister-Scholl-Straße 5a (Karte) | Wohnhaus                                                       | | 094 95924          | Baudenkmal                   | BW                                                             |
| Geschwister-Scholl-Straße 5c (Karte) | Villa                                                          | | 094 95925          | Baudenkmal                   | Villa                                                          |
| Geschwister-Scholl-Straße 6, 7 (Karte) | Villa                                                          | | 094 95926          | Baudenkmal                   | Villa                                                          |
| Geschwister-Scholl-Straße 6, 7 (Karte) | Villa                                                          | | 094 86921          | Baudenkmal                   | BW                                                             |
| Geschwister-Scholl-Straße 8, 8a (Karte) | Villa                                                          | Villa | 094 95927          | Baudenkmal                   | Villa                                                          |
| Geschwister-Scholl-Straße 8, 8a (Karte) | Garten                                                         | Garten | 094 95927 001      | Teilobjekt eines Baudenkmals | BW                                                             |
| Geschwister-Scholl-Straße (Karte) | Einfriedung                                                    | Einfriedung eines Denkmals (2019 als Denkmal ausgewiesen.) gegenüber Grundstück Geschwister-Scholl-Str.8 am Zugang zum Weg am Mühlgraben | 094 66240          | Baudenkmal                   | BW                                                             |
| Geschwister-Scholl-Straße 10 (Karte) | Wohnhaus                                                       | | 094 95928          | Baudenkmal                   | Wohnhaus                                                       |
| Geschwister-Scholl-Straße 16, 17, 18 (Karte) | Fabrik                                                         | Hauptgebäude der Nätherschen Fabrik (zu DDR-Zeiten ZeKiWa-Kombinat) | 094 95930          | Baudenkmal                   | Weitere Bilder                                                 |
| Geußnitzer Straße (Karte) | Park                                                           | Parkanlage (ehemals Lenssen-Park) mit Resten des historischen Baumbestands der Parkmauern zwischen Geußnitzer Str. und Maria-Buch-Str. | 094 85537          | Baudenkmal                   | BW                                                             |
| Geußnitzer Straße (Karte) | Wasserturm                                                     | Gelände am Wasserturm (abgerissen), heute nur noch Pumpenhaus erhalten an Kreuzung Geußnitzer Straße / Beethovenstraße | 094 95935          | Baudenkmal                   | Weitere Bilder                                                 |
| Geußnitzer Straße 1, 3, 5 (Karte) | Häusergruppe                                                   | | 094 95931          | Denkmalbereich               | Weitere Bilder                                                 |
| Geußnitzer Straße 11 (Karte) | Villa                                                          | | 094 95932          | Baudenkmal                   | BW                                                             |
| Geußnitzer Straße 15, 17, 19 (Karte) | Häuserblock                                                    | | 094 95933          | Baudenkmal                   | Weitere Bilder                                                 |
| Geußnitzer Straße 18 (Karte) | Villa                                                          | | 094 95934          | Baudenkmal                   | Weitere Bilder                                                 |
| Gleinaer Straße 1, 3, 5 (Karte) | Häusergruppe                                                   | | 094 85594          | Baudenkmal                   | BW                                                             |
| Gleinaer Straße 9 (Karte) | Wohn- und Geschäftshaus                                        | | 094 96174          | Baudenkmal                   | Weitere Bilder                                                 |
| Gleinaer Straße 11 (Karte) | Wohn- und Geschäftshaus                                        | | 094 96175          | Baudenkmal                   | Weitere Bilder                                                 |
| Gleinaer Straße 13, 15, 17, 19 (Karte) | Häusergruppe                                                   | | 094 85595          | Baudenkmal                   | BW                                                             |
| Gleinaer Straße 17 (Karte) | Wohnhaus                                                       | | 094 85559          | Baudenkmal                   | BW                                                             |
| Gleinaer Straße 21 (Karte) | Wohnhaus                                                       | | 094 85596          | Baudenkmal                   | BW                                                             |
| Gleinaer Straße 24 (Karte) | Wohnhaus                                                       | | 094 85597          | Baudenkmal                   | BW                                                             |
| Gleinaer Straße 26 (Karte) | Wohnhaus                                                       | | 094 85598          | Baudenkmal                   | BW                                                             |
| Gleinaer Straße 35 (Karte) | Friedhof                                                       | Michaelisfriedhof mit Begräbniskirche und Aufbahrungshalle, Kriegsgräbergedenkstätte und Gräberfeld, zahlreiche historische Grabstätten, tw. erhaltener historischer Mauer und Begräbnis-Pavillon sowie Sowjetischen Ehrenfriedhof im oberen Verlauf der Gleinaer Str., Mauer und Eingangsportale tw. restauriert und erneuert | 094 85560          | Baudenkmal                   | Weitere Bilder                                                 |
| Gleinaer Straße 49 (neben) (Karte) | Brunnenhaus                                                    | Brunnenhaus an der Gleinaer Str. neben Zufahrt Platz der Deutschen Einheit | 094 86616          | Baudenkmal                   | Weitere Bilder                                                 |
| Goethestraße 9 bis 16, 18, 20 (Karte) | Straßenzug                                                     | | 094 86512          | Denkmalbereich               | Weitere Bilder                                                 |
| Goethestraße 20 (Karte) | Wohnhaus                                                       | | 094 95950          | Baudenkmal                   | Weitere Bilder                                                 |
| Goethestraße 21, 23 (Karte) | Häusergruppe                                                   | | 094 95951          | Denkmalbereich               | BW                                                             |
| Gutenbergstraße 2, 4, 6, 8, 10, 12 (Karte) | Häuserblock                                                    | | 094 95936          | Baudenkmal                   | BW                                                             |
| Hainichener Dorfstraße (Karte) | Denkmal                                                        | Kriegsgefallenen-Denkmal, neben Grundstück Hainichener Dorfstr.14 | 094 85632          | Baudenkmal                   | BW                                                             |
| Hainichener Dorfstraße 9 (Karte) | Wohnhaus                                                       | | 094 85633          | Baudenkmal                   | BW                                                             |
| Hainichener Dorfstraße 11 (Karte) | Bauernhof                                                      | | 094 85634          | Baudenkmal                   | BW                                                             |
| Hainichener Dorfstraße 14 (Karte) | Bauernhof                                                      | | 094 85499          | Baudenkmal                   | BW                                                             |
| Hainichener Dorfstraße 16 (Karte) | Bauernhof                                                      | | 094 85635          | Baudenkmal                   | BW                                                             |
| Heinrich-Heine-Straße 20, 22, 24, 26 (Karte) | Häusergruppe                                                   | | 094 85600          | Denkmalbereich               | BW                                                             |
| Herzog-Moritz-Platz, Platzmitte (Karte) | Denkmal                                                        | Trommler-Denkmal „Trommler 1813“ von Joachim Hering, gegenüber dem Amtsgericht Zeitz | 094 85334          | Baudenkmal                   | Weitere Bilder                                                 |
| Herzog-Moritz-Platz 1 (Karte) | Gerichtsgebäude                                                | Eck-Gebäude des Amtsgericht Zeitz zur Albrechtstr. | 094 85272          | Baudenkmal                   | Weitere Bilder                                                 |
| Hospitalstraße 4 bis 9, 9a, 10 bis 12, 12a, 13, 14 (Karte) | Straßenzug                                                     | | 094 95952          | Denkmalbereich               | BW                                                             |
| Hospitalstraße 14 (Karte) | Wohnhaus                                                       | | 094 95962          | Baudenkmal                   | Wohnhaus                                                       |
| Hospitalstraße 15 (Karte) | Wohnhaus                                                       | | 094 95963          | Baudenkmal                   | Wohnhaus                                                       |
| Hospitalstraße 16 (Karte) | Wohnhaus                                                       | | 094 95964          | Baudenkmal                   | Wohnhaus                                                       |
| Hospitalstraße 25 (Karte) | Wohnhaus                                                       | | 094 95968          | Baudenkmal                   | Wohnhaus                                                       |
| Hospitalstraße 26 (Karte) | Wohnhaus                                                       | | 094 95969          | Baudenkmal                   | Wohnhaus                                                       |
| Hospitalstraße 27 (Karte) | Wohnhaus                                                       | | 094 95970          | Baudenkmal                   | Wohnhaus                                                       |
| Hospitalstraße 28 (Karte) | Wohnhaus                                                       | | 094 95971          | Baudenkmal                   | Wohnhaus                                                       |
| Hospitalstraße 29 (Karte) | Wohnhaus                                                       | | 094 95972          | Baudenkmal                   | Wohnhaus                                                       |
| Humboldtstraße 3–5 (Karte) | Verwaltungsgebäude                                             | Verwaltungsgebäude einer Krankenkasse | 094 85601          | Baudenkmal                   | Verwaltungsgebäude                                             |
| Humboldtstraße 7 (Karte) | Schule                                                         | Geschwister-Scholl-Schule | 094 85602          | Baudenkmal                   | Schule                                                         |
| Humboldtstraße 8 (Karte) | Villa                                                          | | 094 85603          | Baudenkmal                   | Villa                                                          |
| Humboldtstraße 17, 19, 21 (Karte) | Häusergruppe                                                   | | 094 96214          | Denkmalbereich               | BW                                                             |
| Humboldtstraße 18 (Karte) | Villa                                                          | | 094 85604          | Baudenkmal                   | BW                                                             |
| Johannisteich 7 (Karte) | Gartenhaus                                                     | | 094 86714          | Baudenkmal                   | BW                                                             |
| Kaltefeld 12 (Karte) | Wohnhaus                                                       | | 094 96215          | Baudenkmal                   | BW                                                             |
| Kleefeldplatz (vor Nr. 3) (Karte) | Gedenkstein                                                    | Gedenkstein für Johann Christian Schubart (* 24. Februar 1734 in Zeitz; † 23. April 1787 in Würchwitz) in kleiner Parkanlage vor ehemaligen Fürstenhof, Kleefeldplatz 3 | 094 85608          | Baudenkmal                   | Weitere Bilder                                                 |
| Kleefeldplatz 1 (Karte) | Villa                                                          | | 094 85605          | Baudenkmal                   | Weitere Bilder                                                 |
| Kleefeldplatz 3 (Karte) | Wohn- und Geschäftshaus                                        | ehemaliger Fürstenhof, später Zweigpostamt | 094 85606          | Baudenkmal                   | Weitere Bilder                                                 |
| Kleefeldplatz 4 (Karte) | Wohnhaus                                                       | | 094 85607          | Baudenkmal                   | Weitere Bilder                                                 |
| Kloster Posa (Karte) | Kloster Posa                                                   | ehemaliges Benediktinerkloster Bosau (Kloster Posa) | 094 85028          |                              | Weitere Bilder                                                 |
| Kloster Posa 6 (Karte) | Tagelöhnerhaus                                                 | sog. ehemaliges Drescherhaus, zu Haus-Nr. 6 Kloster Posa - Teil der östlich der Stadt Zeitz gelegenen ehemaligen Klosteranlage des Benediktinerklosters Bosau (Kloster Posa - Obj-ID: 094 85028) mit ehemaligen Siedlungs- und Tagelöhnerhäusern, sowie Stall- und Wirtschaftsgebäuden, derzeit (2022) im Wiederaufbau bzw. Umbau zu Wohnhäusern | 094 86596          | Baudenkmal                   | Weitere Bilder                                                 |
| Klosterstraße 17 (Karte) | Wohn- und Geschäftshaus                                        | | 094 95997          | Baudenkmal                   | BW                                                             |
| Lassallestraße 1 (Karte) | Wohnhaus                                                       | | 094 95998          | Baudenkmal                   | Wohnhaus                                                       |
| Lassallestraße 2 (Karte) | Wohnhaus                                                       | | 094 95999          | Baudenkmal                   | Wohnhaus                                                       |
| Lassallestraße 3 (Karte) | Wohnhaus                                                       | | 094 96000          | Baudenkmal                   | Wohnhaus                                                       |
| Lassallestraße 4 (Karte) | Wohnhaus                                                       | | 094 85610          | Baudenkmal                   | Wohnhaus                                                       |
| Lassallestraße 5 (Karte) | Wohnhaus                                                       | | 094 85611          | Baudenkmal                   | BW                                                             |
| Lassallestraße 7, an der südöstlichen Straßenecke (Karte) | Fabrik                                                         | ehemaliges Fabrikgebäude der Fa. Gustav Dinger & Söhne (Holz- und Möbelwarenfabrik, sowie Hersteller von Pianobestandteile), später VEB Platex Zeitz (Herstellung von Kinderwagen-Zubehör), heute Wohnhaus | 094 96118          | Baudenkmal                   | Fabrik                                                         |
| Lessingstraße 1, Max-Planck-Straße 16, Schillerstraße 12, 12a (Karte) | Straßenzug                                                     | | 094 96049          | Denkmalbereich               | Straßenzug                                                     |
| Lessingstraße 2 (Karte) | Wohnhaus                                                       | | 094 85612          | Baudenkmal                   | BW                                                             |
| Lessingstraße 4 (Karte) | Wohnhaus                                                       | | 094 85613          | Baudenkmal                   | Weitere Bilder                                                 |
| Lessingstraße 6 (Karte) | Wohnhaus                                                       | | 094 85614          | Baudenkmal                   | BW                                                             |
| Liebknechtstraße 1 (Karte) | Wohn- und Geschäftshaus                                        | | 094 95978          | Baudenkmal                   | BW                                                             |
| Liebknechtstraße 3 (Karte) | Wohnhaus                                                       | | 094 95979          | Baudenkmal                   | BW                                                             |
| Liebknechtstraße 5 (Karte) | Wohnhaus                                                       | | 094 95980          | Baudenkmal                   | BW                                                             |
| Liebknechtstraße 7 (Karte) | Villa                                                          | | 094 95981          | Baudenkmal                   | BW                                                             |
| Liebknechtstraße 10 bis 19, 19a (Karte) | Straßenzug                                                     | | 094 95982          | Denkmalbereich               | Weitere Bilder                                                 |
| Liebknechtstraße 11 (Karte) | Wohnhaus                                                       | | 094 95983          | Baudenkmal                   | Weitere Bilder                                                 |
| Liebknechtstraße 13 (Karte) | Wohnhaus                                                       | | 094 95984          | Baudenkmal                   | Weitere Bilder                                                 |
| Liebknechtstraße 14 (Karte) | Wohnhaus                                                       | | 094 95985          | Baudenkmal                   | Weitere Bilder                                                 |
| Liebknechtstraße 17 (Karte) | Wohnhaus                                                       | | 094 95986          | Baudenkmal                   | BW                                                             |
| Liebknechtstraße 18 (Karte) | Wohnhaus                                                       | | 094 95987          | Baudenkmal                   | Weitere Bilder                                                 |
| Liebknechtstraße 19 (Karte) | Wohnhaus                                                       | | 094 95988          | Baudenkmal                   | Weitere Bilder                                                 |
| Liebknechtstraße 19a (Karte) | Wohn- und Geschäftshaus                                        | | 094 95989          | Baudenkmal                   | Weitere Bilder                                                 |
| Liebknechtstraße 20 (Karte) | Wohnhaus                                                       | | 094 95990          | Baudenkmal                   | BW                                                             |
| Liebknechtstraße 21 (Karte) | Wohnhaus                                                       | | 094 95991          | Baudenkmal                   | BW                                                             |
| Liebknechtstraße 22 (Karte) | Wohn- und Geschäftshaus                                        | | 094 95992          | Baudenkmal                   | BW                                                             |
| Liebknechtstraße 28 (Karte) | Wohnhaus                                                       | | 094 95993          | Baudenkmal                   | BW                                                             |
| Liebknechtstraße 29 (Karte) | Wohnhaus                                                       | | 094 95994          | Baudenkmal                   | BW                                                             |
| Liebknechtstraße 30 (Karte) | Wohnhaus                                                       | | 094 95995          | Baudenkmal                   | BW                                                             |
| Liebknechtstraße 31 (Karte) | Wohnhaus                                                       | | 094 95996          | Baudenkmal                   | BW                                                             |
| Lindenplatz 3a (Karte) | Villa                                                          | | 094 85615          | Baudenkmal                   | Weitere Bilder                                                 |
| Lindenplatz 4 (Karte) | Villa                                                          | | 094 95938          | Baudenkmal                   | Weitere Bilder                                                 |
| Lindenplatz 8, 9 (Karte) | Häusergruppe                                                   | | 094 95939          | Denkmalbereich               | Weitere Bilder                                                 |
| Ludwig-Lange-Straße 1, 3, 5, 7 (Karte) | Häusergruppe                                                   | Häusergruppe, am 17. Juni 2016 als Denkmal ausgewiesen |                    | Denkmalbereich               | BW                                                             |
| Max-Planck-Straße 1 (Karte) | Wohnhaus                                                       | | 094 96009          | Baudenkmal                   | Weitere Bilder                                                 |
| Max-Planck-Straße 1, 3, 5, 7, 9, 11 (Karte) | Straßenzeile                                                   | | 094 85616          | Denkmalbereich               | Weitere Bilder                                                 |
| Max-Planck-Straße 2/4 (Karte) | Wohnhaus                                                       | | 094 96010          | Baudenkmal                   | BW                                                             |
| Max-Planck-Straße 7 (Karte) | Wohnhaus                                                       | | 094 96011          | Baudenkmal                   | Weitere Bilder                                                 |
| Max-Planck-Straße 9 (Karte) | Wohnhaus                                                       | | 094 96012          | Baudenkmal                   | Weitere Bilder                                                 |
| Max-Planck-Straße 10 (Karte) | Wohnhaus                                                       | | 094 96013          | Baudenkmal                   | Weitere Bilder                                                 |
| Max-Planck-Straße 11 (Karte) | Wohnhaus                                                       | | 094 96014          | Baudenkmal                   | Weitere Bilder                                                 |
| Max-Planck-Straße 12 (Karte) | Wohnhaus                                                       | | 094 96015          | Baudenkmal                   | Weitere Bilder                                                 |
| Max-Planck-Straße 16 (Karte) | Wohnhaus                                                       | | 094 96016          | Baudenkmal                   | Weitere Bilder                                                 |
| Max-Planck-Straße 20 (Karte) | Wohnhaus                                                       | | 094 96017          | Baudenkmal                   | BW                                                             |
| Naumburger Straße 99 (Karte) | Brikettfabrik Herrmannschacht                                  | Brikettfabrik | 094 10244          | Denkmalbereich               | Weitere Bilder                                                 |
| Otto-Schlag-Straße 4 (Karte) | Wohnhaus                                                       | Wohnhaus, am 11. Mai 2015 als Denkmal ausgewiesen |                    | Baudenkmal                   | Weitere Bilder                                                 |
| Paul-Rohland-Straße 1 (Karte) | Verwaltungsgebäude                                             | Verwaltungsgebäude 2022 als Baudenkmal ausgewiesen | 094 18857          | Baudenkmal                   | Verwaltungsgebäude                                             |
| Paul-Rohland-Straße 7 (Karte) | Alte Nudelfabrik                                               | Fabrik 1909 errichtete Fabrik, heute als Veranstaltungs- und Kreativzentrum genutzt | 094 85579          | Baudenkmal                   | Weitere Bilder                                                 |
| Pestalozzistraße 1 (Karte) | Altenheim                                                      | Altenheim | 094 96025          | Baudenkmal                   | Weitere Bilder                                                 |
| Pestalozzistraße 3 (Karte) | Wohnhaus                                                       | | 094 96026          | Baudenkmal                   | BW                                                             |
| Pestalozzistraße 4 (Karte) | Wohnhaus                                                       | | 094 96027          | Baudenkmal                   | Weitere Bilder                                                 |
| Pestalozzistraße 11 (Karte) | Wohn- und Geschäftshaus                                        | | 094 96029          | Baudenkmal                   | Weitere Bilder                                                 |
| Pestalozzistraße 12 (Karte) | Wohnhaus                                                       | | 094 96030          | Baudenkmal                   | Weitere Bilder                                                 |
| Pestalozzistraße 13 (Karte) | Wohnhaus                                                       | | 094 96031          | Baudenkmal                   | Weitere Bilder                                                 |
| Pestalozzistraße 14 (Karte) | Wohnhaus                                                       | | 094 96032          | Baudenkmal                   | Weitere Bilder                                                 |
| Pestalozzistraße 15 (Karte) | Wohnhaus                                                       | | 094 96033          | Baudenkmal                   | Weitere Bilder                                                 |
| Posaer Straße 5 bis 10, 10a, 10b, 11, 12, 22, 23, 2 (Karte) | Straßenzug                                                     | | 094 96034          | Denkmalbereich               | BW                                                             |
| Posaer Straße 21b (Karte) | Villa                                                          | | 094 96036          | Baudenkmal                   | BW                                                             |
| Rasberger Straße 3 (Karte) | Villa                                                          | | 094 96216          | Baudenkmal                   | BW                                                             |
| Richard-Leißling-Straße 1 (Karte) | Villa                                                          | Villa Steineck (auch bekannt als Gasthaus „Weltfrieden“) mit angrenzenden Park | 094 96042          | Baudenkmal                   | BW                                                             |
| Richard-Leißling-Straße 2 (Karte) | Villa                                                          | | 094 85431          | Baudenkmal                   | BW                                                             |
| Richard-Leißling-Straße 32, 34, 36, 38, 40, 42 (Karte) | Siedlung                                                       | | 094 96217          | Denkmalbereich               | BW                                                             |
| Richterstraße 2, 3 (Karte) | Häusergruppe                                                   | | 094 96043          | Denkmalbereich               | BW                                                             |
| Richterstraße 35 (Karte) | Wohnhaus                                                       | | 094 96044          | Baudenkmal                   | BW                                                             |
| Robert-Koch-Straße 1 (Karte) | Villa                                                          | | 094 85617          | Baudenkmal                   | Weitere Bilder                                                 |
| Röntgenstraße 1 (Karte) | Krankenhaus                                                    | | 094 85024          | Baudenkmal                   | Weitere Bilder                                                 |
| Röntgenstraße 9 (Karte) | Wohnhaus                                                       | | 094 85027          | Baudenkmal                   | Weitere Bilder                                                 |
| Röntgenstraße 10 (Karte) | Wohnhaus                                                       | | 094 85644          | Baudenkmal                   | Weitere Bilder                                                 |
| Rosa-Luxemburg-Straße 1, 2, 2a, 3, 4, 6 bis 12 (Karte) | Straßenzug                                                     | | 094 96045          | Denkmalbereich               | Straßenzug                                                     |
| Rudolf-Breitscheid-Straße 1, Schießgrabenstraße 8 (Karte) | Häusergruppe                                                   | | 094 96218          | Denkmalbereich               | Weitere Bilder                                                 |
| Rudolf-Breitscheid-Straße 3 (Karte) | Wohnhaus                                                       | | 094 96046          | Baudenkmal                   | BW                                                             |
| Rudolf-Breitscheid-Straße 12 (Karte) | Wohnhaus                                                       | | 094 96047          | Baudenkmal                   | BW                                                             |
| Rudolf-Breitscheid-Straße 14 (Karte) | Wohnhaus                                                       | | 094 85618          | Baudenkmal                   | BW                                                             |
| Schädestraße 7, 7a (Karte) | Villa Schädestraße 7, 7a                                       | Villa zweigeschossiges villenartiges Wohnhaus im Stil des Neumanierismus aus den 1890er Jahren | 094 86705          | Baudenkmal                   | Weitere Bilder                                                 |
| Scharrenstraße 11 (Karte) | Wohnhaus                                                       | Wohnhaus | 094 85446          | Baudenkmal                   | Weitere Bilder                                                 |
| Schießgrabenstraße 6, 7 (Karte) | Häusergruppe                                                   | | 094 96219          | Denkmalbereich               | Weitere Bilder                                                 |
| Schillerstraße (Karte) | Schule                                                         | Diesterwegschule | 094 96028          | Baudenkmal                   | BW                                                             |
| Schillerstraße 1 (Karte) | Wohnhaus                                                       | | 094 96050          | Baudenkmal                   | BW                                                             |
| Schillerstraße 2 (Karte) | Wohnhaus                                                       | | 094 96051          | Baudenkmal                   | BW                                                             |
| Schillerstraße 3 (Karte) | Wohnhaus                                                       | | 094 96052          | Baudenkmal                   | BW                                                             |
| Schillerstraße 4 (Karte) | Wohnhaus                                                       | | 094 96053          | Baudenkmal                   | BW                                                             |
| Schillerstraße 5 (Karte) | Wohnhaus                                                       | | 094 96054          | Baudenkmal                   | BW                                                             |
| Schillerstraße 5a (Karte) | Wohnhaus                                                       | | 094 96055          | Baudenkmal                   | BW                                                             |
| Schillerstraße 6 (Karte) | Wohnhaus                                                       | | 094 96056          | Baudenkmal                   | BW                                                             |
| Schillerstraße 9 (Karte) | Wohnhaus                                                       | | 094 96057          | Baudenkmal                   | BW                                                             |
| Schillerstraße 10 (Karte) | Wohnhaus                                                       | | 094 96058          | Baudenkmal                   | BW                                                             |
| Schillerstraße 12 (Karte) | Wohnhaus                                                       | Schiller-Schlößchen | 094 96059          | Baudenkmal                   | BW                                                             |
| Schillerstraße 12a (Karte) | Wohnhaus                                                       | | 094 96060          | Baudenkmal                   | BW                                                             |
| Schillerstraße 14 (Karte) | Wohnhaus                                                       | | 094 96061          | Baudenkmal                   | BW                                                             |
| Schillerstraße 15 (Karte) | Wohnhaus                                                       | | 094 96062          | Baudenkmal                   | BW                                                             |
| Schillerstraße 16 (Karte) | Wohnhaus                                                       | | 094 96063          | Baudenkmal                   | BW                                                             |
| Schillerstraße 18 (Karte) | Wohnhaus                                                       | | 094 96064          | Baudenkmal                   | BW                                                             |
| Schillerstraße 19 (Karte) | Wohnhaus                                                       | | 094 96065          | Baudenkmal                   | BW                                                             |
| Schillerstraße 20 (Karte) | Wohnhaus                                                       | | 094 96066          | Baudenkmal                   | BW                                                             |
| Schillerstraße 21 (Karte) | Wohnhaus                                                       | | 094 96067          | Baudenkmal                   | BW                                                             |
| Schillerstraße 22 (Karte) | Wohnhaus                                                       | | 094 96068          | Baudenkmal                   | BW                                                             |
| Schillerstraße 23 (Karte) | Wohnhaus                                                       | | 094 96069          | Baudenkmal                   | BW                                                             |
| Schillerstraße 23a (Karte) | Wohnhaus                                                       | | 094 96070          | Baudenkmal                   | BW                                                             |
| Schillerstraße 27 (Karte) | Wohnhaus                                                       | | 094 96071          | Baudenkmal                   | BW                                                             |
| Schillerstraße 28 (Karte) | Wohnhaus                                                       | | 094 96072          | Baudenkmal                   | BW                                                             |
| Schillerstraße 29 (Karte) | Wohnhaus                                                       | | 094 96073          | Baudenkmal                   | BW                                                             |
| Schillerstraße 30 (Karte) | Wohnhaus                                                       | | 094 96074          | Baudenkmal                   | BW                                                             |
| Schillerstraße 31 (Karte) | Wohnhaus                                                       | | 094 96075          | Baudenkmal                   | BW                                                             |
| Schützenplatz 8 (Karte) | Wohnhaus                                                       | | 094 96077          | Baudenkmal                   | BW                                                             |
| Schützenplatz 9 (Karte) | Wohnhaus                                                       | | 094 96078          | Baudenkmal                   | BW                                                             |
| Schützenplatz 10 (Karte) | Wohnhaus                                                       | | 094 96079          | Baudenkmal                   | BW                                                             |
| Schützenplatz 11 (Karte) | Wohnhaus                                                       | | 094 96080          | Baudenkmal                   | BW                                                             |
| Schützenplatz 17 (Karte) | Fabrik                                                         | | 094 96081          | Baudenkmal                   | BW                                                             |
| Schützenplatz 20 (Karte) | Wohnhaus                                                       | | 094 96082          | Baudenkmal                   | BW                                                             |
| Schützenplatz 21 (Karte) | Wache                                                          | ehemals Neue Wache, villenartiger Bau; heute Verwaltungsgebäude der „Stiftung Seniorenhilfe Zeitz“ | 094 96083          | Baudenkmal                   | BW                                                             |
| Schützenplatz 22 (Karte) | Vereinshaus                                                    | ehemaliges Schützenhaus, später als Vereinshaus genutzt, heute Kindertagesstätte „Fröbelhaus“ der „Stiftung Seniorenhilfe Zeitz“ | 094 96076          | Baudenkmal                   | BW                                                             |
| Schützenstraße 2 (Karte) | Wohn- und Geschäftshaus                                        | Wohn- und Geschäftshaus | 094 96084          | Baudenkmal                   | Wohn- und Geschäftshaus                                        |
| Schützenstraße 6, 8, 10, 12 (Karte) | Straßenzeile                                                   | Straßenzeile | 094 96087          | Denkmalbereich               | Straßenzeile                                                   |
| Schützenstraße 14 (Karte) | Wohn- und Geschäftshaus                                        | | 094 96091          | Baudenkmal                   | BW                                                             |
| Schützenstraße 15 (Karte) | Wohnhaus                                                       | | 094 96092          | Baudenkmal                   | Wohnhaus                                                       |
| Schützenstraße 17 (Karte) | Wohnhaus                                                       | | 094 96093          | Baudenkmal                   | BW                                                             |
| Schützenstraße 18 (Karte) | Wohn- und Geschäftshaus                                        | | 094 96094          | Baudenkmal                   | BW                                                             |
| Schützenstraße 21 (Karte) | Wohn- und Geschäftshaus                                        | | 094 96095          | Baudenkmal                   | BW                                                             |
| Schützenstraße 26 (Karte) | Wohn- und Geschäftshaus                                        | | 094 96096          | Baudenkmal                   | BW                                                             |
| Schützenstraße 27 (Karte) | Wohnhaus                                                       | | 094 96097          | Baudenkmal                   | BW                                                             |
| Semmelweisstraße 1 (Karte) | Wohnhaus                                                       | | 094 96098          | Baudenkmal                   | BW                                                             |
| Semmelweisstraße 4 (Karte) | Wohnhaus                                                       | | 094 96099          | Baudenkmal                   | BW                                                             |
| Semmelweisstraße 5 (Karte) | Wohnhaus                                                       | | 094 96100          | Baudenkmal                   | BW                                                             |
| Semmelweisstraße 7 (Karte) | Wohnhaus                                                       | | 094 96101          | Baudenkmal                   | BW                                                             |
| Semmelweisstraße 11 (Karte) | Villa                                                          | | 094 96102          | Baudenkmal                   | BW                                                             |
| Steingasse, östlich der unteren Karl-Marx-Straße (Karte) | Brücke                                                         | | 094 85836          | Baudenkmal                   | BW                                                             |
| Steinsgraben, im Abschnitt zwischen Schulstraße und Steintor (Karte) | Straße                                                         | | 094 86733          | Baudenkmal                   | BW                                                             |
| Steinsgraben, im Bereich der Stadtmauerrekonstruktion im Rathausgarten (Altmarkt 1) (Karte) | Sühnekreuz                                                     | | 094 86579          | Baudenkmal                   | Weitere Bilder                                                 |
| Steinsgraben, am Fundament eines Mauerturmes der Stadtmauerrekonstruktion im Rathausgarten (Altmarkt 1) (Karte) | Wappentafel                                                    | | 094 86575          | Baudenkmal                   | Weitere Bilder                                                 |
| Steinsgraben 2, 4, 6, 7, 9, 11 (Karte) | Straßenzug                                                     | | 094 96103          | Denkmalbereich               | Straßenzug                                                     |
| Steinsgraben 15 (Karte) | Schule                                                         | ehemaliges Schulgebäude und Anbau des ehemaligen Franziskaner Kloster | 094 96104          | Baudenkmal                   | Schule                                                         |
| Steinsgraben 27 (Karte) | Feuerwache                                                     | | 094 85619          | Baudenkmal                   | Weitere Bilder                                                 |
| Steinsgraben 36a (Karte) | Villa                                                          | | 094 96107          | Baudenkmal                   | BW                                                             |
| Steinsgraben 38 (Karte) | Wohnhaus                                                       | | 094 96108          | Baudenkmal                   | BW                                                             |
| Steinsgraben 39 (Karte) | Wohnhaus                                                       | | 094 87134          | Baudenkmal                   | BW                                                             |
| Steinsgraben 41 (Karte) | Verwaltungsgebäude                                             | ehemaliges Finanzamt Zeitz (leerstehend) | 094 96109          | Baudenkmal                   | Weitere Bilder                                                 |
| Steinsgraben 44 (Karte) | Wohnhaus                                                       | | 094 96110          | Baudenkmal                   | Wohnhaus                                                       |
| Steintorvorstadt 1a (Karte) | Wohn- und Geschäftshaus                                        | Eckhaus zum Steinsgraben, ehemaliger Gasthof zum Strauß | 094 96112          | Baudenkmal                   | BW                                                             |
| Steintorvorstadt 7 (Karte) | Hospital                                                       | | 094 85460          | Baudenkmal                   | Hospital                                                       |
| Steintorvorstadt 12 (Karte) | Villa                                                          | | 094 85461          | Baudenkmal                   | BW                                                             |
| Stephanstraße 11 bis 15, 16/17, 32 bis 36 (Karte) | Straßenzug                                                     | | 094 85567          | Denkmalbereich               | Straßenzug                                                     |
| Stephanstraße 18, 19 (Karte) | Obermühle                                                      | Mühle | 094 85568          | Baudenkmal                   | Weitere Bilder                                                 |
| zw. Stephanstraße, Albrechtstraße, Johannisteich (Karte) | Park                                                           | Park (ehemals Rossner-Park, nach Umbau LaGa 2004 heute Teil des Schlosspark Zeitz), vormals als eigenständiges Denkmal unter Objekt-ID: 094 85523 erfasst, jetzt als Teil eines Baudenkmals registriert. | 094 85568 001      | Teilobjekt eines Baudenkmals | BW                                                             |
| Johannisteich 7 (Karte) | Gartenhaus                                                     | Gartenhaus | 094 85568 002      | Teilobjekt eines Baudenkmals | BW                                                             |
| Stephanstraße (Karte) | Friedhof                                                       | Unterer Johannisfriedhof, ältester erhaltener Friedhof der Stadt, im 16. Jahrhundert als Ersatz für den Johannesgottesacker (auch Oberer Johannisfriedhof, heute „Goethepark“) errichtet. Bis in die 1970er Jahre fanden Beerdigungen statt, einige historische und bedeutende Grabstätten sind erhalten geblieben, wie z.B. Gräber der Familien Naether und Brehme; nördlicher Eingang befindet sich neben Brühl 17, südlicher Zugang am Kaltefeld; zusammen mit historischer Johanniskapelle (siehe 094 85538 001) unter Denkmalschutz stehend.     | 094 85538          | Baudenkmal                   | Weitere Bilder                                                 |
| Stephanstraße 44 (Karte) | Kapelle                                                        | Friedhofskapelle auf „Unterer Johannisfriedhof“ (siehe 094 85538); spätmittelalterliche Kapelle mit Westgiebel und Ostchor, um 1604 errichtet und im 30-jährigen Krieg stark beschädigt, 1857 saniert und bis 1974 genutzt, heute tw. mit Originalsteinen wiederhergestellt. | 094 85538 001      | Teilobjekt eines Baudenkmals | Weitere Bilder                                                 |
| Stiftsberg 4a (Karte) | Villa                                                          | | 094 85646          | Baudenkmal                   | Villa                                                          |
| Theodor-Arnold-Promenade (Karte) | Park                                                           | großzügig angelegte langgestreckte Parkanlage (in Nord-Süd-Richtung) als Schmuckpromenade, bildet Verbindung zwischen Schützenplatz im Norden und Gleinaer Straße im Süden, zu Ehren der 30-jährigen Amtsführung (1888-1918) nach dem ehemaligen Zeitzer Bürgermeister Theodor Arnold benannt; mit bemerkenswerter Allee alter Rotbuchenbestände im südlichen Teil, ehemaliger Gedenkstätte im Mittelteil und Brunnenanlage (ehemals, um 1913 als Schmuckbrunnen tempelartig erbauter Theodor-Arnold-Brunnen, im Nordteil an Kreuzung Hospitalstraße) | 094 96120          | Baudenkmal                   | Weitere Bilder                                                 |
| Theodor-Arnold-Promenade 5 (Karte) | Villa                                                          | | 094 96121          | Baudenkmal                   | Weitere Bilder                                                 |
| Theodor-Arnold-Promenade 13 (Karte) | Villa                                                          | ehemalige Villa, später Umbau zu Wohn- und Geschäftshaus in Ecklage Vater-Jahn-Straße | 094 85621          | Baudenkmal                   | Weitere Bilder                                                 |
| Theodor-Arnold-Promenade 15 (Karte) | Villa                                                          | | 094 96122          | Baudenkmal                   | Weitere Bilder                                                 |
| Thomas-Mann-Straße 1 (Karte) | Keller                                                         | Keller und Brunnengewölbe eines ehemaligen Wohnhauses, heute überbaut mit Einkaufsmarkt (historisches Brunnengewölbe kann über ein Sichtfenster im Markt besichtigt werden) | 094 96123          | Baudenkmal                   | BW                                                             |
| Thomas-Mann-Straße 1a (Karte) | Wohnhaus                                                       | | 094 96124          | Baudenkmal                   | BW                                                             |
| Thomas-Mann-Straße 2 (Karte) | Wohnhaus                                                       | | 094 96125          | Baudenkmal                   | BW                                                             |
| Thomas-Mann-Straße 2a (Karte) | Wohnhaus                                                       | | 094 96126          | Baudenkmal                   | Wohnhaus                                                       |
| Thomas-Mann-Straße 4 (Karte) | Wohnhaus                                                       | | 094 96127          | Baudenkmal                   | Wohnhaus                                                       |
| Thomas-Mann-Straße 13, 14 (Karte) | Fabrik                                                         | Fabrikgebäude der ehemaligen Metallwarenfabrik Carl Bescherer um 1900, später Teil Bergstation der Zeitzer Drahtseilbahn und später „Station Junger Naturforscher und Techniker“ in Zeitz, benannt nach dem Zeitzer Naturschützer Richard Leißling | 094 96128          | Baudenkmal                   | BW                                                             |
| Thomas-Müntzer-Platz 2 (Karte) | Schule                                                         | Schulgebäude (ehemals Paul-Wegmann-Schule), in verlängerter Zeppelinstraße / Ecklage des Geländes zu Steinsgraben, gegenüber Anbau (siehe Obj-ID: 094 96104) des ehemaligen Franziskaner-Kloster | 094 86728          | Baudenkmal                   | Schule                                                         |
| Tiergartenstraße, westlich der Sportanlage (Karte) | Gaststätte                                                     | Tiergartenhof | 094 96129          | Baudenkmal                   | Gaststätte                                                     |
| Tröglitzer Straße 6 (Karte) | Villa                                                          | | 094 96131          | Baudenkmal                   | BW                                                             |
| Tröglitzer Straße 9 (Karte) | Wohnhaus                                                       | | 094 96132          | Baudenkmal                   | BW                                                             |
| Tröglitzer Straße 10 (Karte) | Wohnhaus                                                       | | 094 96133          | Baudenkmal                   | BW                                                             |
| Tröglitzer Straße 13c, 14, 14a (Karte) | Häusergruppe                                                   | | 094 96134          | Denkmalbereich               | BW                                                             |
| Tröglitzer Straße 22 (Karte) | Wohnhaus                                                       | | 094 96135          | Baudenkmal                   | BW                                                             |
| Vater-Jahn-Straße 1, 3, 5, 7 bis 12, 13/13a, 14 (Karte) | Straßenzug                                                     | Wohnhäuser des nördlichen Straßenzugs der westlichen Vater-Jahn-Straße zwischen Kreuzung August-Bebel-Straße / Altenburger Straße | 094 96178          | Denkmalbereich               | BW                                                             |
| Vater-Jahn-Straße 33, 35, 37, 39, 41, 43, 45, 47, 49, 51, 53 (Karte) | Straßenzeile                                                   | Wohnhäuser des nördlichen Straßenzugs der östlichen Vater-Jahn-Straße zwischen Heinrich-Heine-Straße / Theodor-Arnold-Promenade | 094 96180          | Denkmalbereich               | BW                                                             |
| Vater-Jahn-Straße 40 (Karte) | Wohnhaus                                                       | | 094 96181          | Baudenkmal                   | BW                                                             |
| Vater-Jahn-Straße 44 (Karte) | Wohnhaus                                                       | | 094 96182          | Baudenkmal                   | BW                                                             |
| Virchowstraße 6 bis 10 (Karte) | Häusergruppe                                                   | | 094 85029          | Denkmalbereich               | Weitere Bilder                                                 |
| Virchowstraße 10 (Karte) | Tankstelle                                                     | Tankstelle, am 23. Februar 2016 als Denkmal ausgewiesen | 09466207           | Kleindenkmal                 | Weitere Bilder                                                 |
| Von-Harnack-Straße 12 (Karte) | Wohnhaus                                                       | | 094 96139          | Baudenkmal                   | BW                                                             |
| Von-Harnack-Straße 26 (Karte) | Wohnhaus                                                       | | 094 96136          | Baudenkmal                   | BW                                                             |
| Von-Harnack-Straße 29 (Karte) | Wohnhaus                                                       | | 094 96140          | Baudenkmal                   | BW                                                             |
| Von-Harnack-Straße 3 (Karte) | Wohnhaus                                                       | | 094 96137          | Baudenkmal                   | BW                                                             |
| Von-Harnack-Straße 36 (Karte) | Wohn- und Geschäftshaus                                        | | 094 96142          | Baudenkmal                   | BW                                                             |
| Von-Harnack-Straße 5 (Karte) | Wohnhaus                                                       | | 094 96138          | Baudenkmal                   | BW                                                             |
| Wasserberg 1 (Karte) | Wohnhaus                                                       | | 094 96143          | Baudenkmal                   | BW                                                             |
| Wasserberg 2 (Karte) | Wohnhaus                                                       | | 094 96144          | Baudenkmal                   | BW                                                             |
| Wasserberg 4 (Karte) | Wohnhaus                                                       | | 094 96145          | Baudenkmal                   | BW                                                             |
| Wasserberg 7 (Karte) | Häusergruppe                                                   | Häusergruppe, gehörend zum Komplex Untermühle, Wasservorstadt 1 (siehe Obj-ID: 094 96148) | 094 96146          | Baudenkmal                   | BW                                                             |
| Wasserberg 10 (Karte) | Villa                                                          | | 094 96147          | Baudenkmal                   | Villa                                                          |
| Wasserberg 11 (Karte) | Wohn- und Geschäftshaus                                        | Wohn- und Geschäftshaus (ehemals Wasservorstadt 11), zusammen mit Wendischer Berg 11 | 094 96151          | Baudenkmal                   | BW                                                             |
| Wasserberg 20 (Karte) | Wohnhaus                                                       | Wohnhaus in Ecklage zu Stiftsberg | 094 96117          | Baudenkmal                   | BW                                                             |
| Wasservorstadt 1 (Karte) | Mühle                                                          | Untermühle | 094 96148          | Baudenkmal                   | BW                                                             |
| Wasservorstadt 8 (Karte) | Wohn- und Geschäftshaus                                        | | 094 96149          | Baudenkmal                   | BW                                                             |
| Wasservorstadt 10 (Karte) | Wohnhaus                                                       | | 094 96150          | Baudenkmal                   | BW                                                             |
| Wasservorstadt 18 (Karte) | Wohn- und Geschäftshaus                                        | | 094 96155          | Baudenkmal                   | Wohn- und Geschäftshaus                                        |
| Wasservorstadt 21 bis 24, 25 bis 27 (Karte) | Häusergruppe                                                   | | 094 96156          | Denkmalbereich               | BW                                                             |
| Wasservorstadt 31 (Karte) | Villa                                                          | | 094 96157          | Baudenkmal                   | BW                                                             |
| Weberstraße (Karte) | Friedhof                                                       | Parkanlage, östlich der Weberstraße (Oberer Johannisfriedhof, Friedenspark, Goethepark) | 094 85561          | Baudenkmal                   | BW                                                             |
| Weberstraße 5 (Karte) | Wohnhaus                                                       | Eckhaus zur Schützenstraße | 094 85578          | Baudenkmal                   | BW                                                             |
| Weberstraße 24 (Karte) | Wohn- und Geschäftshaus                                        | | 094 86008          | Baudenkmal                   | BW                                                             |
| Weißenfelser Straße 1 (Karte) | Fabrik                                                         | Firma Albin Scholle, Zeitzer Lederwarenfabrik | 094 85834          | Baudenkmal                   | BW                                                             |
| Wendischer Berg (Karte) | Brücke                                                         | | 094 86743          | Baudenkmal                   | BW                                                             |